# Straßenbahn Santa Teresa
| Wagen 06 am Largo dos Guimarães, zentraler Halt in Santa Teresa |         |                                                                                     |                                                 |
| Spurweite: | 1100 mm |                                                                                     |                                                 |
| Stromsystem: | 600V =  |                                                                                     |                                                 |
| |         |                                                                                     |                                                 |
| \| \| \| Übergang zur Metrô und Straßenbahn Rio de Janeiro \| \| \| \| Estação Carioca (Wendeschleife) \| \| \| \| Brücke über Avenida República do Paraguai \| \| \| \| Carioca-Aquädukt (Arcos da Lapa) \| \| \| \| Portinha \| \| \| \| Muratóri (Stumpfendstelle) \| \| \| \| Abzweig Streckenast Rua Francisco Muratóri \| \| \| \| Largo do Curvelo \| \| \| \| Largo dos Guimarães \| \| \| \| Abzweig Streckenast Paula Matos \| \| \| \| Oficina (Betriebshof) inklusive Betriebsstrecke \| \| \| \| Igreja Episcopal \| \| \| \| Posto de Saúde \| \| \| \| Rua Oriente \| \| \| \| Largo das Neves (Wendeschleife) \| \| \| \| Mercado \| \| \| \| Vista Alegre \| \| \| \| Largo do França \| \| \| \| Dois Irmãos (Stumpfendstelle) \| \| \| \| Wendedreieck Dois Irmãos \| \| \| \| außer Betrieb und ohne Oberleitung \| \| \| \| Lagoinha \| \| \| \| Caixa da Mãe D’Água \| \| \| \| Silvestre (Stumpfendstelle) \| \| \| \| (bis 1966) Übergang zum Trem do Corcovado Cristo Redentor ↔ Silvestre ↔ Cosme Velho \| |         |                                                                                     |                                                 |
| |         | Übergang zur Metrô und Straßenbahn Rio de Janeiro                                   |                                                 |
| U-Bahn-Kopfbahnhof Streckenanfang |         | Estação Carioca (Wendeschleife)                                                     | Estação Carioca (Wendeschleife)                 |
| U-Bahn-Brücke |         | Brücke über Avenida República do Paraguai                                           | Brücke über Avenida República do Paraguai       |
| U-Bahn-Brücke |         | Carioca-Aquädukt (Arcos da Lapa)                                                    | Carioca-Aquädukt (Arcos da Lapa)                |
| ehemaliger U-Bahn-Haltepunkt / Haltestelle |         | Portinha                                                                            | Portinha                                        |
| U-Bahn-Haltepunkt / Haltestelle Streckenanfang · U-Bahn-Strecke |         | Muratóri (Stumpfendstelle)                                                          | Muratóri (Stumpfendstelle)                      |
| U-Bahn-Strecke nach links · U-Bahn-Abzweig geradeaus und nach rechts |         | Abzweig Streckenast Rua Francisco Muratóri                                          | Abzweig Streckenast Rua Francisco Muratóri      |
| U-Bahn-Haltepunkt / Haltestelle |         | Largo do Curvelo                                                                    | Largo do Curvelo                                |
| U-Bahn-Haltepunkt / Haltestelle |         | Largo dos Guimarães                                                                 | Largo dos Guimarães                             |
| U-Bahn-Abzweig geradeaus und nach links · U-Bahn-Strecke von rechts |         | Abzweig Streckenast Paula Matos                                                     | Abzweig Streckenast Paula Matos                 |
| U-Bahn-Betriebs-/Güterbahnhof Streckenanfang und quer · U-Bahn-Abzweig geradeaus, nach rechts und von rechts · U-Bahn-Strecke |         | Oficina (Betriebshof) inklusive Betriebsstrecke                                     | Oficina (Betriebshof) inklusive Betriebsstrecke |
| U-Bahn-Haltepunkt / Haltestelle · U-Bahn-Strecke |         | Igreja Episcopal                                                                    | Igreja Episcopal                                |
| U-Bahn-Haltepunkt / Haltestelle · U-Bahn-Strecke |         | Posto de Saúde                                                                      | Posto de Saúde                                  |
| U-Bahn-Haltepunkt / Haltestelle · U-Bahn-Strecke |         | Rua Oriente                                                                         | Rua Oriente                                     |
| U-Bahn-Kopfbahnhof Streckenende · U-Bahn-Strecke |         | Largo das Neves (Wendeschleife)                                                     | Largo das Neves (Wendeschleife)                 |
| ehemaliger U-Bahn-Haltepunkt / Haltestelle |         | Mercado                                                                             | Mercado                                         |
| U-Bahn-Haltepunkt / Haltestelle |         | Vista Alegre                                                                        | Vista Alegre                                    |
| U-Bahn-Haltepunkt / Haltestelle |         | Largo do França                                                                     | Largo do França                                 |
| U-Bahn-Haltepunkt / Haltestelle |         | Dois Irmãos (Stumpfendstelle)                                                       | Dois Irmãos (Stumpfendstelle)                   |
| U-Bahn-Abzweig ehemals geradeaus, nach rechts und ehemals von rechts |         | Wendedreieck Dois Irmãos                                                            | Wendedreieck Dois Irmãos                        |
| U-Bahn-Strecke (außer Betrieb) |         | außer Betrieb und ohne Oberleitung                                                  | außer Betrieb und ohne Oberleitung              |
| U-Bahn-Haltepunkt / Haltestelle (Strecke außer Betrieb) |         | Lagoinha                                                                            | Lagoinha                                        |
| U-Bahn-Haltepunkt / Haltestelle (Strecke außer Betrieb) |         | Caixa da Mãe D’Água                                                                 | Caixa da Mãe D’Água                             |
| U-Bahn-Haltepunkt / Haltestelle Streckenende (Strecke außer Betrieb) |         | Silvestre (Stumpfendstelle)                                                         | Silvestre (Stumpfendstelle)                     |
| |         | (bis 1966) Übergang zum Trem do Corcovado Cristo Redentor ↔ Silvestre ↔ Cosme Velho |                                                 |

Die Straßenbahn Santa Teresa (portugiesisch Bonde de Santa Teresa) im gleichnamigen Stadtteil von Rio de Janeiro in Brasilien besteht seit dem 19. Jahrhundert und ist eines der Wahrzeichen der südamerikanischen Großstadt. Neben der Straßenbahn Braunschweig ist sie weltweit eine der beiden letzten mit einer Spurweite von 1100 Millimetern. Von 2011 bis Juli 2015 war der Betrieb unterbrochen. Seit 2016 gibt es in Rio de Janeiro außerdem ein nicht mit dem Netz in Santa Teresa verbundenes, normalspuriges modernes Straßenbahnnetz, genannt VLT Carioca. In Brasilien werden elektrische Straßenbahnen als Bonde bzw. verniedlicht «Bondinho» bezeichnet, aber auch andere kleine Bahnen werden «Bondinho» („Bähnle“) genannt, beispielsweise die Seilbahn auf den Zuckerhut. 

## Geschichte

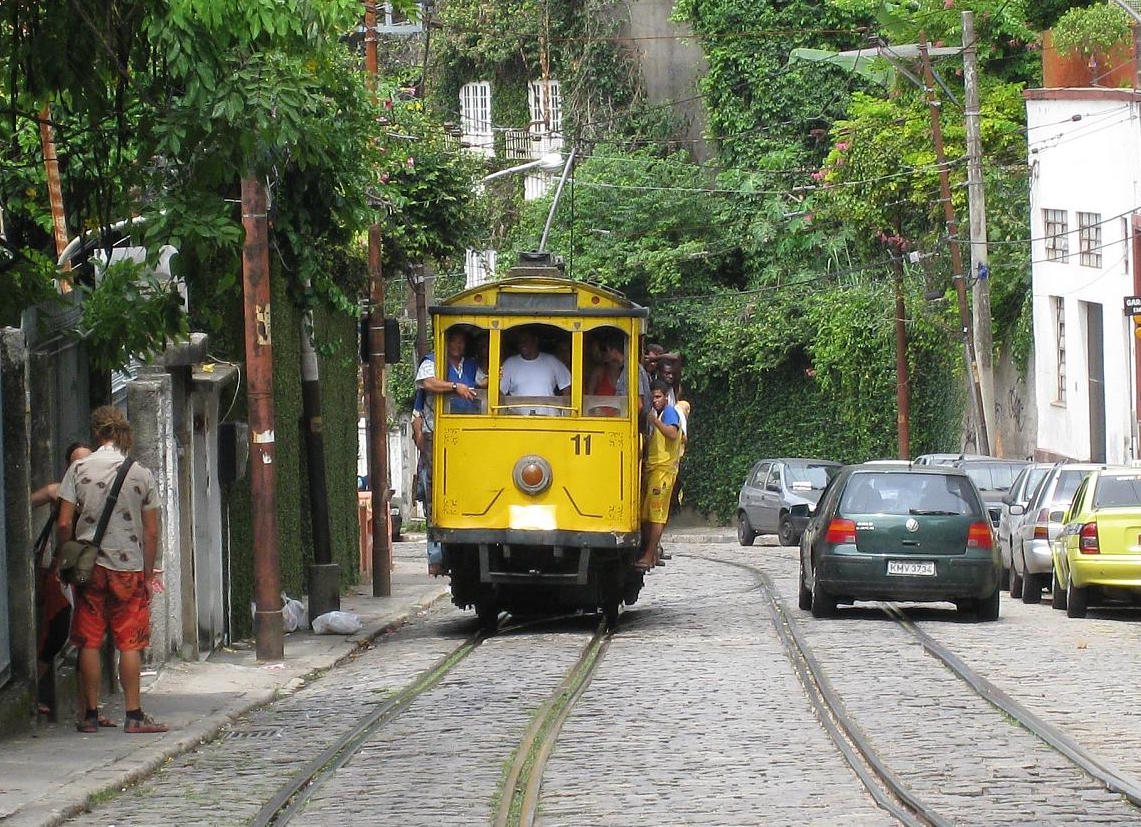
Triebwagen 11 in der Rua Joaquim Murtinho (2008)

Die Bahn, die von 1877 bis zu der vierjährigen Pause von 2011–2015 kontinuierlich in Betrieb war, wurde anfänglich von Pferden gezogen, jedoch bereits 1896 elektrifiziert. Sie ist damit die älteste elektrische Bahn Südamerikas. Zunächst verkehrte sie in Santa Teresa zwischen ⊙ Largo do Curvelo im Nordosten und ⊙ Largo da França im Südwesten. 1890 erfolgte eine Verlängerung in südwestlicher Richtung bis zur ⊙ Estação Silvestre, 1896 in nördlicher Richtung über das ⊙ Aqueduto da Carioca (Aquädukt von Rio de Janeiro) aus dem 18. Jahrhundert, häufig „Arcos da Lapa“ genannt.
Die Straßenbahn vom Stadtzentrum nach Santa Teresa war Teil eines zeitweise sehr weitläufigen Straßenbahnnetzes in Rio de Janeiro. Von den 1950er Jahren bis 1967 wurden Schritt für Schritt alle übrigen Strecken stillgelegt.

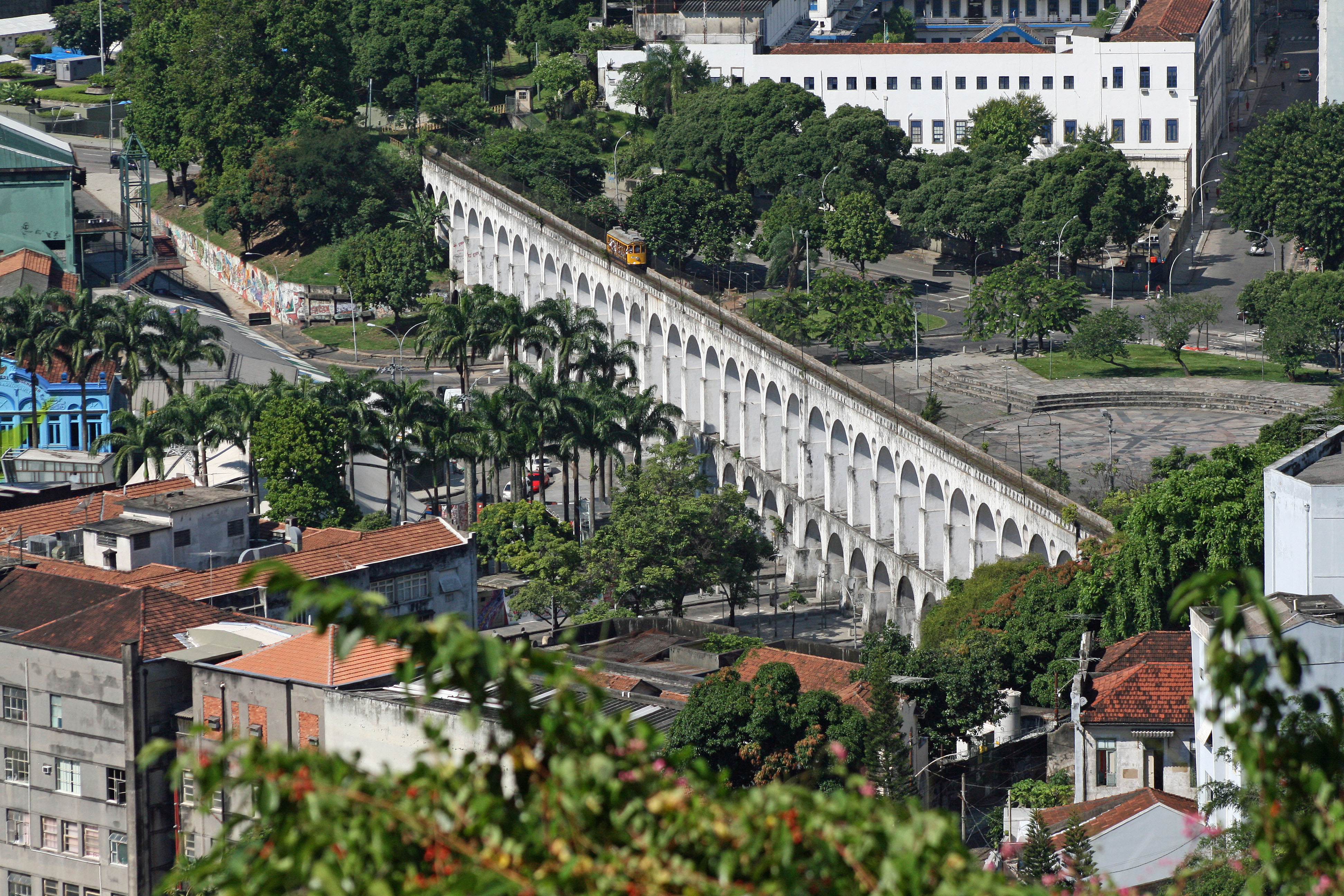
Triebwagen der Santa-Teresa-Tram auf dem Aqueduto da Carioca

Aufgrund eines schweren Unfalls im August 2011, der sechs Tote zur Folge hatte, wurde der Betrieb der Straßenbahn bis 2015 eingestellt. Im November 2013 startete ein auf 110 Millionen Real budgetiertes Projekt für die Beschaffung neuen Rollmaterials und für die Sanierung der Strecke. Nach Testfahrten ab April 2015 wurde am 27. Juli desselben Jahres der Passagierbetrieb auf einer ersten Teilstrecke wieder aufgenommen, zwischen den Stadtplätzen Largo da Carioca und Largo do Curvelo. Im Jahr 2018 wurde der Betrieb bis zum Largo do França ausgedehnt, 2019 bis zur Station Dois Irmãos. Auch eine kurze Zweigstrecke in die Rua Francisco Muratóri wurde wiederhergestellt.
Im Januar 2025 wurde die westliche Zweigstrecke vom Largo do Guimarães zum Largo das Neves reaktiviert, wo die Gleise und teilweise auch die Masten für die Oberleitung noch vorhanden waren. 2023 kündigte die Regierung des Bundesstaates überdies an, den Streckenteil der historischen Bahn südlich des Largo do Guimarães zu erneuern und wieder von Dois Irmãos bis zur Station Silvestre zu verlängern, womit sich die Umsteigemöglichkeit zur Bergbahn wieder herstellen lässt.

## Streckennetz
Derzeit besteht das Netz aus einer Hauptstrecke von der nördlichen ⊙ Endhaltestelle nahe der Praça Felix Laranjeiras, östlich, nahe der 1964–1976 errichteten neuen Kathedrale im Stadtteil Centro, über den Carioca-Aquädukt und durch die Rua Joaquim Murtinho. Sie passiert weiterhin den Largo do Curvelo, den ⊙ Largo do Guimarães, die
⊙ Praça Odilo Costa und den ⊙ Largo do França
und endet vorübergehend an der Station ⊙ Dois Irmãos. Von dort soll sie in Zukunft wieder der alten Trasse über die Rua Almirante Alexandrino folgen, um dann an der Station Silvestre zu enden, wo sie im rechten Winkel auf die Corcovado-Bergbahn trifft.
Am Largo do Guimarães zweigt eine Strecke zum Betriebshof (Oficina) ⊙ mit dem Museu do Bonde und weiter zum ⊙ Largo das Neves ab. Das gesamte Streckennetz soll unter Denkmalschutz gestellt werden.

## Betrieb
Die Hauptstrecke wird im Sommer 2025 Montags bis Freitags von 8:00 bis 18:30 Uhr sowie Samstags, Sonntags und Feiertags von 09:00 bis 17:00 Uhr im 15-Minuten-Takt bedient. An jeder Haltestelle stehen Betriebsangehörige zu Auskünften und Hilfestellungen bereit.
Ab dem Innenstadthaltepunkt muss bezahlt werden, unterwegs darf auf den Wagen aufgesprungen werden, wobei nicht gezahlt werden muss. Allerdings besteht weder ein Anspruch auf einen Sitzplatz, noch darauf, dass die Bahn anhält, wenn man absteigen will.
Die eingleisige Zweigstrecke in der Rua Francisco Muratóri wird nur einmal am Tag bedient, sofern es Interessenten gibt.

## Fahrzeuge

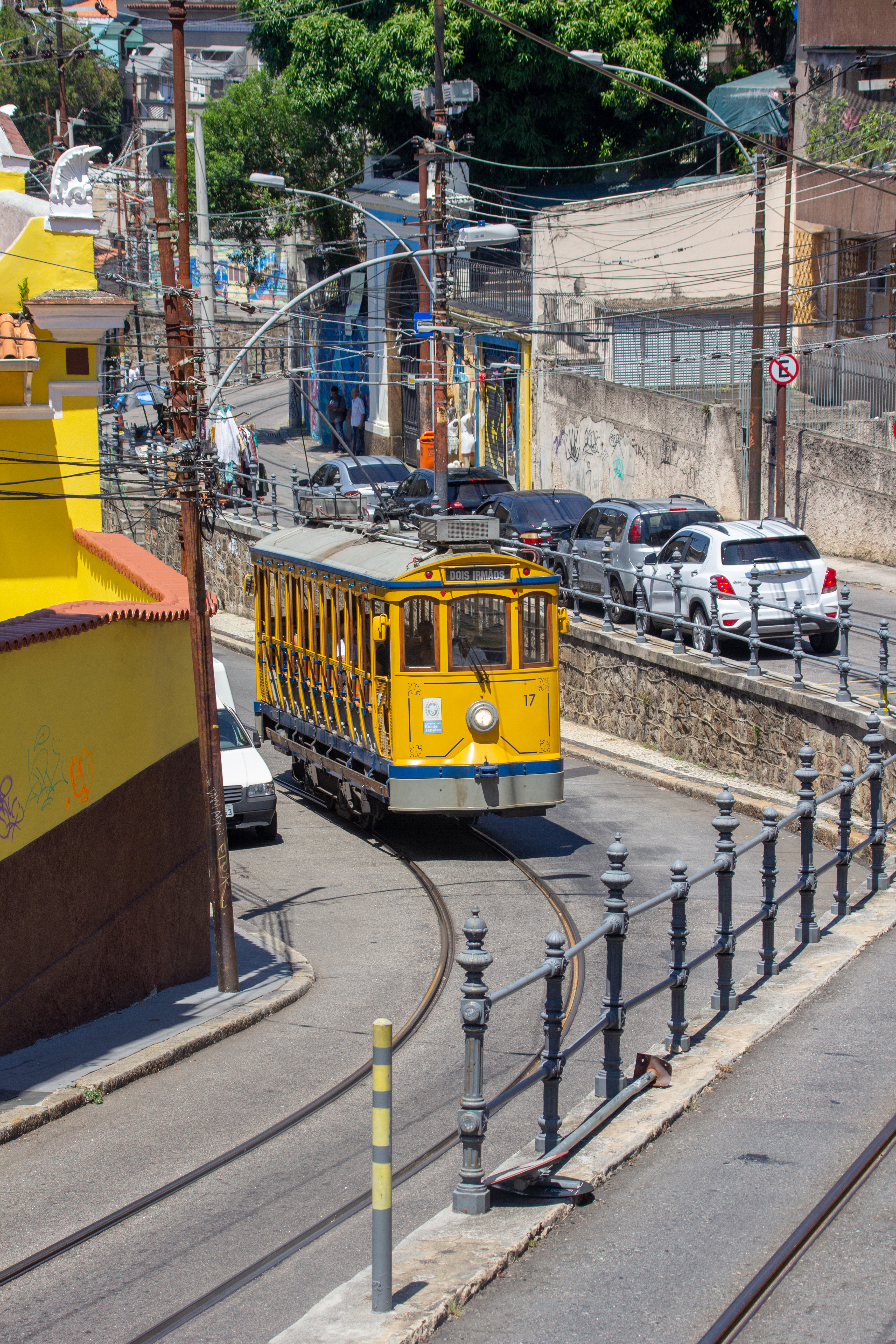
Wagen 17 ist ein Replikat aus dem Jahr 2014

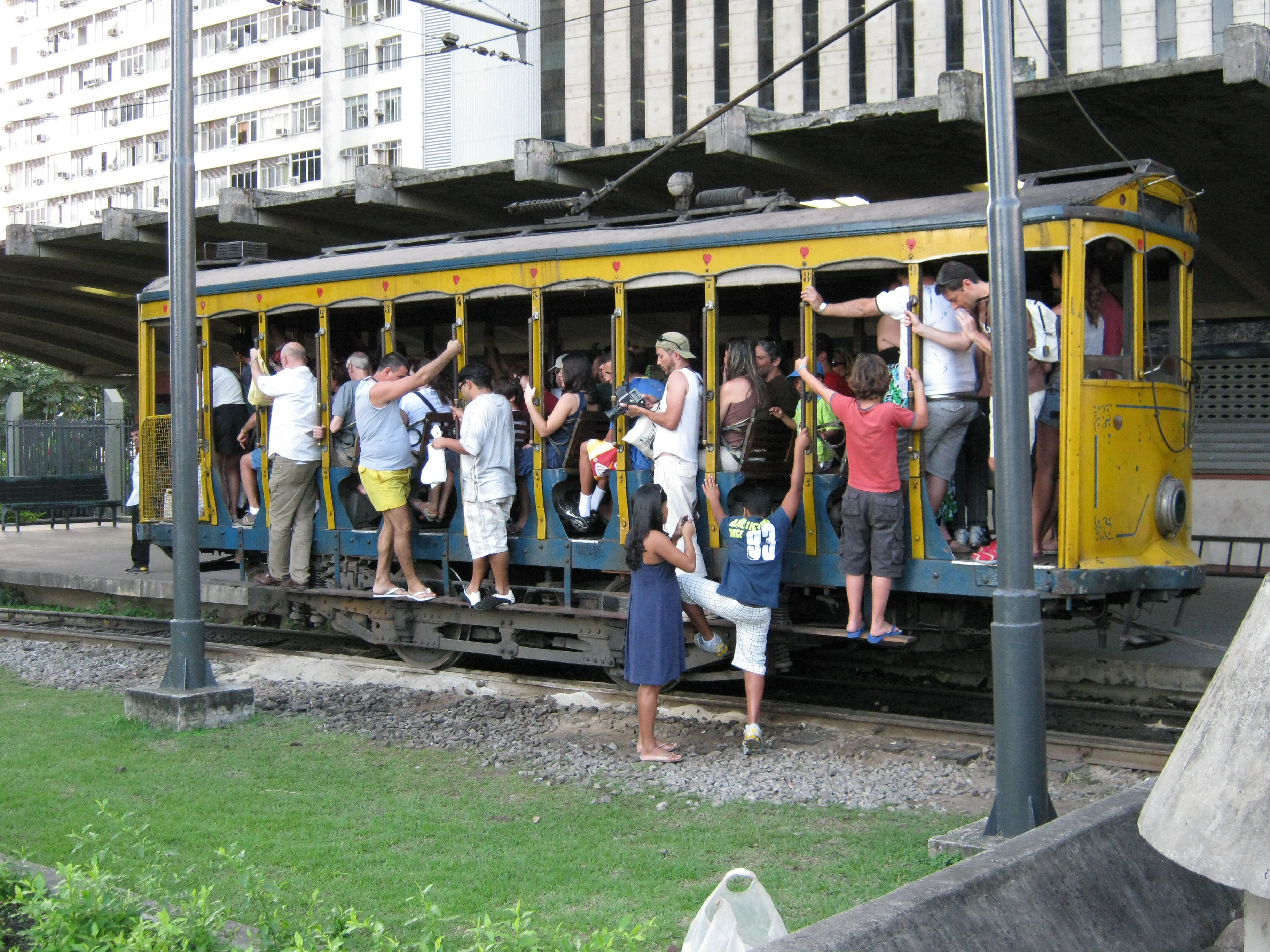
Vollbesetzter Straßenbahnwagen an der Haltestelle Carioca (2010)

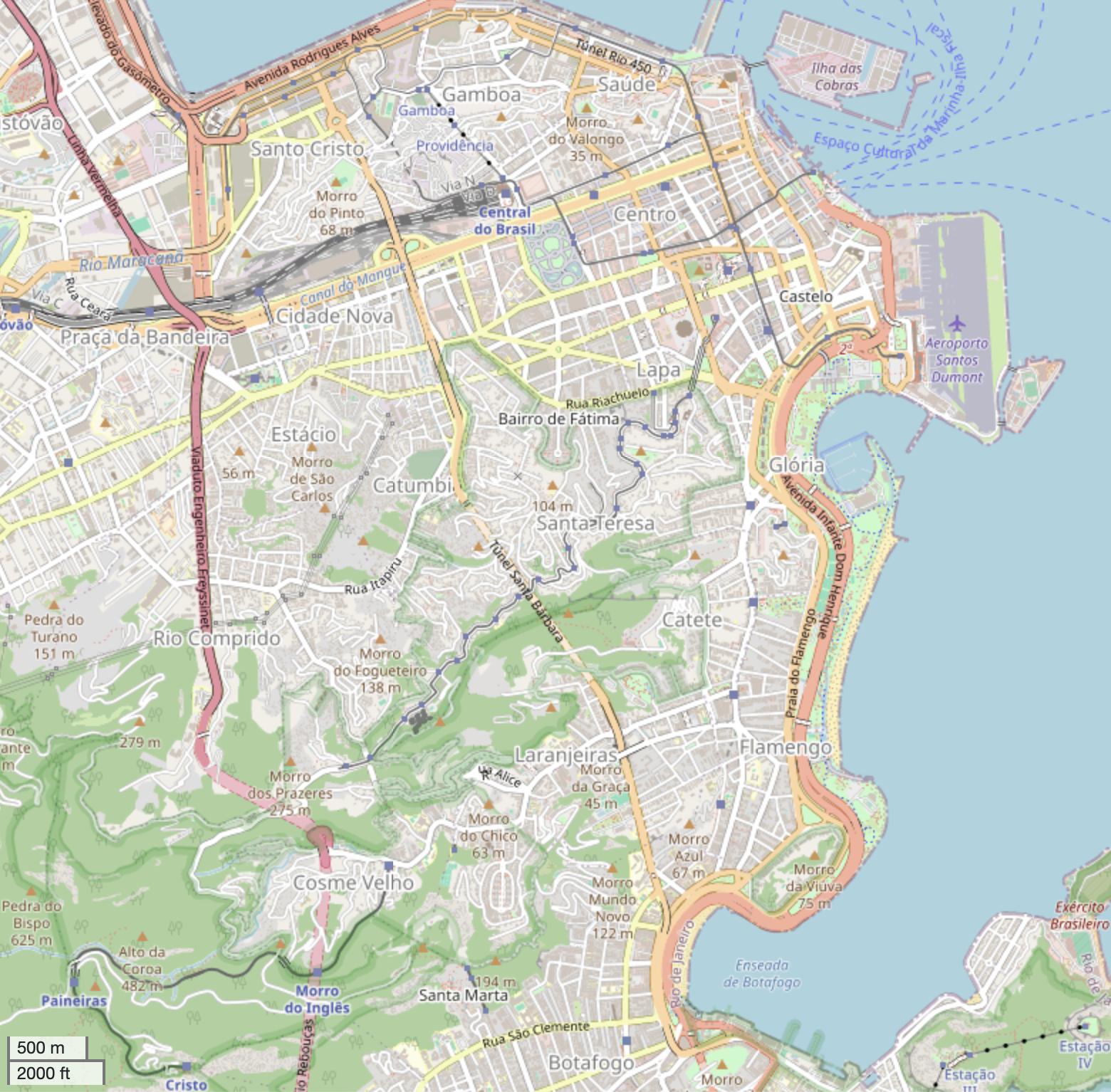
Schienen-ÖPNV in Rio: im Norden modernes Straßenbahnnetz VLT, diagonal geschlängelt die Santa-Teresa-Strecke, links unten die Corcovado-Bergbahn, Metrostationen ohne Streckendarstellung; Seilbahnen oben im Zentrum und rechts unten auf den Zuckerhut

Im Jahr 2010 gab es sieben zweiachsige Triebwagen, von denen jeweils zwei im Einsatz waren. Beim brasilianischen Hersteller T’Trans wurden 2013 historisierende Neubauten bestellt. Ende 2014 waren fünf der 14 (Nummern 16 bis 20) dieser Replikate ausgeliefert. 
Die Seiten der früher grün, mittlerweile kräftig gelb lackierten Fahrzeuge sind offen, die Öffnungen können mit braunen Stoffrollos verschlossen werden. Die Wagen weisen 32 Sitzplätze auf Holzbänken auf. Den Fahrstrom beziehen sie über Stangenstromabnehmer aus einer Oberleitung. Die Höchstgeschwindigkeit von 40 km/h wird selten ausgefahren, durchschnittlich sind die Fahrzeuge wohl mit 20 km/h unterwegs.

### Unfall
Der Triebwagen 10 wurde bei dem Unfall am 27. August 2011 vollständig zerstört. Er entgleiste im untersten Teil des Netzes auf der Rua Joaquim Murtinho fahrend, kippte um und rutschte noch rund 50 Meter weiter, wobei der leichte Aufbau an einer Stützwand zerschellte. Fünf Personen starben, darunter auch der 57-jährige Straßenbahnfahrer. Mehr als 30 Personen wurden verletzt. Im Zuge des Unfalls beklagten Anwohner, das Straßenbahnnetz sei über lange Zeit vernachlässigt worden und in schlechtem technischen Zustand.